# Weronika Zawistowska
Weronika Zawistowska (ur. 17 grudnia 1999 w Warszawie) – polska piłkarka, występująca na pozycji pomocniczki w Bayernie Monachium oraz w reprezentacji Polski.

## Kariera
Weronika Zawistowska rozpoczęła treningi w 2007 roku, a jej pierwszym klubem był UKS Bródno Warszawa. Była jedyną dziewczynką w drużynie chłopców. Po kilku miesiącach przeniosła się do MUKS Praga Warszawa.
W lipcu 2015 roku związała się z GKS Górnik Łęczna. W pierwszych dwóch sezonach spędzonych na Lubelszczyźnie dwukrotnie wywalczyła wicemistrzostwo Polski 2015/16 i 2016/17 oraz dwa razy dotarła do finału Pucharu Polski. W kolejnych dwóch latach Górnik z Zawistowską w składzie świętował zdobycie mistrzostwa Polski 2017/18, 2018/19, a w sezonie 2017/2018 triumfował również w Pucharze Polski. W sierpniu 2018 roku poleciała z Górnikiem do Szkocji, gdzie wzięła udział w turnieju kwalifikacyjnym UEFA Women’s Champions League, wystąpiła w 3 meczach i strzeliła jednego gola. Górnik zajął 3 miejsce w grupie.
W lipcu 2019 roku piłkarka przeniosła się do KKS Czarni Sosnowiec. W sezonie 2019/2020 przerwanym przez COVID-19 zajęła z drużyną z Sosnowca trzecie miejsce w ligowej tabeli i dotarła do finału Pucharu Polski, w którym jej drużyna przegrała z GKS Górnik Łęczna 0:1.
W kwietniu 2021 roku podpisała 3-letni kontrakt z Bayernem Monachium. W pierwszym sezonie zostanie wypożyczona do innego klubu Bundesligi. Latem 2025 opuściła Bayern i ponownie dołączyła do FC Köln.

## Kariera reprezentacyjna
W seniorskiej reprezentacji Polski zadebiutowała pod wodzą Miłosza Stępińskiego, w towarzyskim spotkaniu rozegranym 31 sierpnia 2018 roku w Mińsku Białoruś – Polska 1:4. 23 października 2020 roku strzeliła swoje dwie pierwsze bramki dla reprezentacji w meczu Polska – Azerbejdżan 3:0. Mecz został rozegrany w Warszawie na stadionie przy ulicy Konwiktorskiej 6 w ramach eliminacji do Mistrzostw Europy. W 2025 otrzymała powołanie na EURO 2025, gdzie zagrała jeden mecz przeciwko Szwecji. 

## Sukcesy
Klubowe
- Puchar Polski (2017/18)
- Mistrzostwo Polski (2017/18, 2018/19)